# Напошту
Напошту (груз. ნაფოშტუ) — село в Грузии, на территории Хобского муниципалитета края (мхаре) Самегрело-Верхняя Сванетия.

## География
Село находится в западной части Грузии, к востоку от реки Хоби, на расстоянии приблизительно 1 километра (по прямой) к востоко-северо-востоку от города Хоби, административного центра муниципалитета. Абсолютная высота — 21 метр над уровнем моря.

## Население
По результатам официальной переписи населения 2014 года, в Напошту проживало 417 человек (200 мужчин и 217 женщин). В национальной структуре населения грузины составляли 99,3 %, украинцы — 0,5 %, русские — 0,2 %.
| Год  | Население, человек |
| ---- | ------------------ |
| 2002 | 272                |
| 2014 | ↗ 417              |